# Francesco I Pico
Francesco I Pico (vers 1272 - 1321) est un condottiere et homme politique italien de la dynastie Pico. Il est le premier seigneur et vicaire impérial de Mirandola (1311-1321), ainsi que podestat (1311-1312 et 1318-1319) et vicaire impérial de Modène (1311-1312).

## Biographie

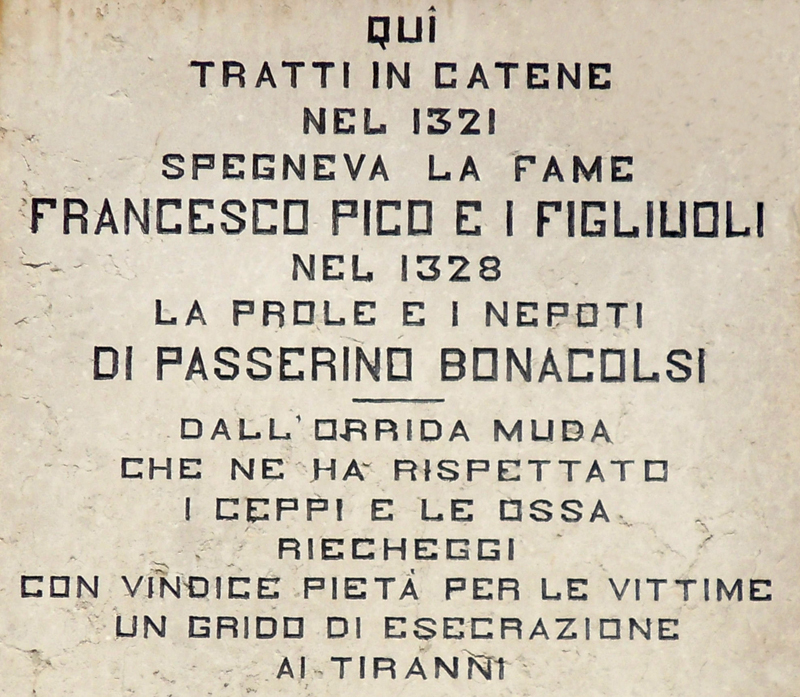
Castel d'Ario, plaque on the castle.

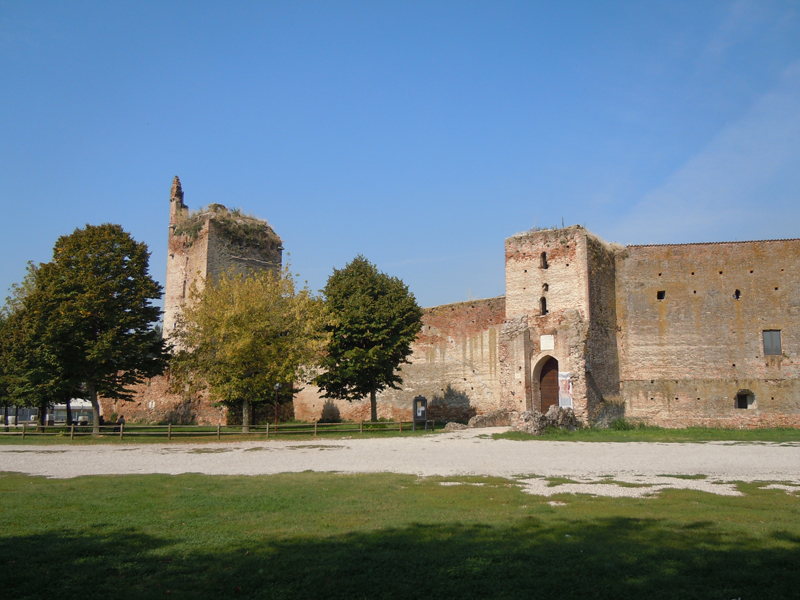
Rocca di Castel d'Ario

Il est le fils de Bartolomeo et d'Aledisia Pallavicino. Après avoir servi l'empereur du Saint-Empire romain germanique Henri VII, Francesco I Pico est nommé vicaire impérial en 1311 et entre dans la ville de Modène pour l'administrer.
Pendant environ un an, il se retrouve à gérer les relations entre les factions des familles riches guelfes (Papauté) et gibelines (Empereur), mais il est pris dans une embuscade aux portes de Modène près de Baggiovara, où il est alerté de la présence de l'armée de la ville de Bologne campée pour assiéger la ville de Modène. Après un affrontement, il s'échappe en se réfugiant à l'intérieur des murs de Modène, ne restant qu'avec 200 soldats sur les 1500 qui étaient sortis en expédition avec lui.
Tous les Guelfes et les citoyens de Modène sont désormais épuisés et se tournent vers le seigneur de Mantoue pour obtenir protection, offrant les clés de la ville en échange. Le seigneur de Mantoue, Rinaldo Bonacolsi, connu sous le nom de "il Passerino" en raison de sa petite taille, est un homme très redouté pour sa férocité et son implacabilité. Il intervient avec ses troupes et assiège la ville de Modène, mais fait savoir à Francesco I Pico que s'il renonce à la ville, le seigneur de Mantoue lui accordera un laissez-passer pour partir, lui sauvant ainsi que sa femme et ses deux enfants.
Après un siège de vingt jours, Francesco I Pico quitte la ville, quitte Modène et, pendant environ cinq ans, sert comme vicaire impérial à Lucques et à Pise. De retour dans ses propres domaines, situés dans la ville de Mirandola où se trouve un castrum ou château datant d'avant 1200, il trouve le château rasé sur les ordres de Rinaldo Bonacolsi ainsi que diverses maisons de campagne et une partie des murs.
Un ami du seigneur de Mantoue lui rapporte avoir vu Francesco I errer autour de La Mirandola. Il est alors capturé avec ses deux fils, emmené dans la ville de Modène, déshabillé et attaché au dos de mules pour être exhibé parmi la plèbe de Modène. Ils sont fouettés, frappés, lapidés, et transpercés avec des fourches, tout cela pour venger les torts subis dans le passé.
Francesco I Pico et ses deux fils, Prendiparte et Tommasino, sont ensuite emmenés sur ordre des Bonacolsi (le 27 novembre 1321) à la forteresse de Castel d'Ario (Mantoue), où ils sont enfermés vivants sans eau ni nourriture, et finissent par se dévorer entre eux. Une plaque, placée à l'entrée, rappelle l'événement. À cette occasion, après un siège d'un mois, Mirandola est occupée par les Bonacolsi qui, à leur chute en 1328, la cèdent aux Gonzaga.